# Mala Influencia
Mala Influencia è un film del 2025 diretto da Chloé Wallace e basato su una storia popolare pubblicata su Wattpad.

## Trama
Una ragazza ricca ed un orfano si innamorano cercando di scoprire i segreti del loro passato per salvare se stessi e il loro amore.

## Distribuzione
Il film è stato distribuito nelle sale cinematografiche spagnole a partire dal 24 gennaio 2025 e sulla piattaforma Netflix a partire dal 9 maggio 2025.